# Valary Jemeli
Valary Jemeli Aiyabei ist eine kenianische Langstreckenläuferin. Im Jahr 2019 stellte sie einen neuen Streckenrekord von 2:19:10 beim Frankfurt-Marathon auf.
Im Jahr 2018 gewann sie den Peking-Marathon mit einer Zeit von 2:21:38.